# زندگی ۳٫۰
زندگی ۳٫۰: انسان بودن در عصر هوش مصنوعی یک کتاب از کیهان‌شناس سوئدی آمریکایی مکس تگمارک استاد MIT است. زندگی۳٫۰دربارهٔ هوش مصنوعی (AI) و تأثیر آن بر آینده زندگی روی زمین و فراتر از آن است. این کتاب در مورد انواع مختلف مفاهیم اجتماعی بحث می‌کند، چه کاری می‌تواند برای به حداکثر رساندن شانس نتایج مثبت و آیندهٔ بالقوه برای بشریت، فناوری و ترکیب آن‌ها انجام دهد.
این کتاب در ایران توسط نشر نو و نشر مازیار به چاپ رسیده‌است.